# Olmeda del Rey
Olmeda del Rey est une municipalité espagnole de la province de Cuenca, dans la région autonome de Castille-La Manche. Elle a une superficie de 75,44 km2 avec une population de 135 habitants (INE 2015) et donc une densité de 1,80 habitants/km2.
Elle appartient à la région de Serranía Media-Campichuelo et Serranía Baja, qui est en fait le groupement des régions qui donnent le nom à cette division administrative provinciale. C'est la transition entre la Sierra de Cuenca et La Mancha, en bordure de l'Alcarria et de La Manchuela. Cette situation géographique, dans une zone de transition montagneuse vers les vallées fertiles de la Meseta, l'a placée dans une zone en constante évolution depuis des millénaires.
Tout au long de son histoire, il a reçu plusieurs noms, certains avec une longue tradition et un autre qui n'a duré qu'une décennie.
Sa construction en fer à cheval sur la jupe d'une petite colline lui donne un aspect caractéristique, bien que selon certaines sources cela soit dû à l'existence d'un vieux château sur l'élévation qui expliquerait l'urbanisation faite, bien que d'autres érudits déplacent ladite forteresse sur une autre colline de proche.

## Toponymie et symboles
Son nom vient du grand nombre d'ormes historiquement présents dans la région, sur les rives du Río Gritos, [la citation nécessaire] restant comme La Olmeda[pas clair].
En 1587, elle s'appelait « Olmeda de las Valeras » pour la distinguer des autres villes nommées de la même manière.
Il est resté avec ce nom de lieu jusqu'en 1829, qui devient connu sous son nom actuel d'Olmeda del Rey :

« Sa Majesté accorde à la Villa de la Olmeda de las Valeras, dans la province de Cuenca, la grâce de l'appeler Olmeda del Rey.
Guider le Trésor Royal, les Décrets Royaux et les Ordres SM en produisant une résolution générale sur des questions au sein de sa Real Hacienda[réf. souhaitée]. »

Aucun drapeau ou bouclier n'est connu et aucune armoirie ou autre n'est conservée dans les bâtiments officiels ou privés.